# Sergueï Sherwood
Pour les articles homonymes, voir Sherwood.

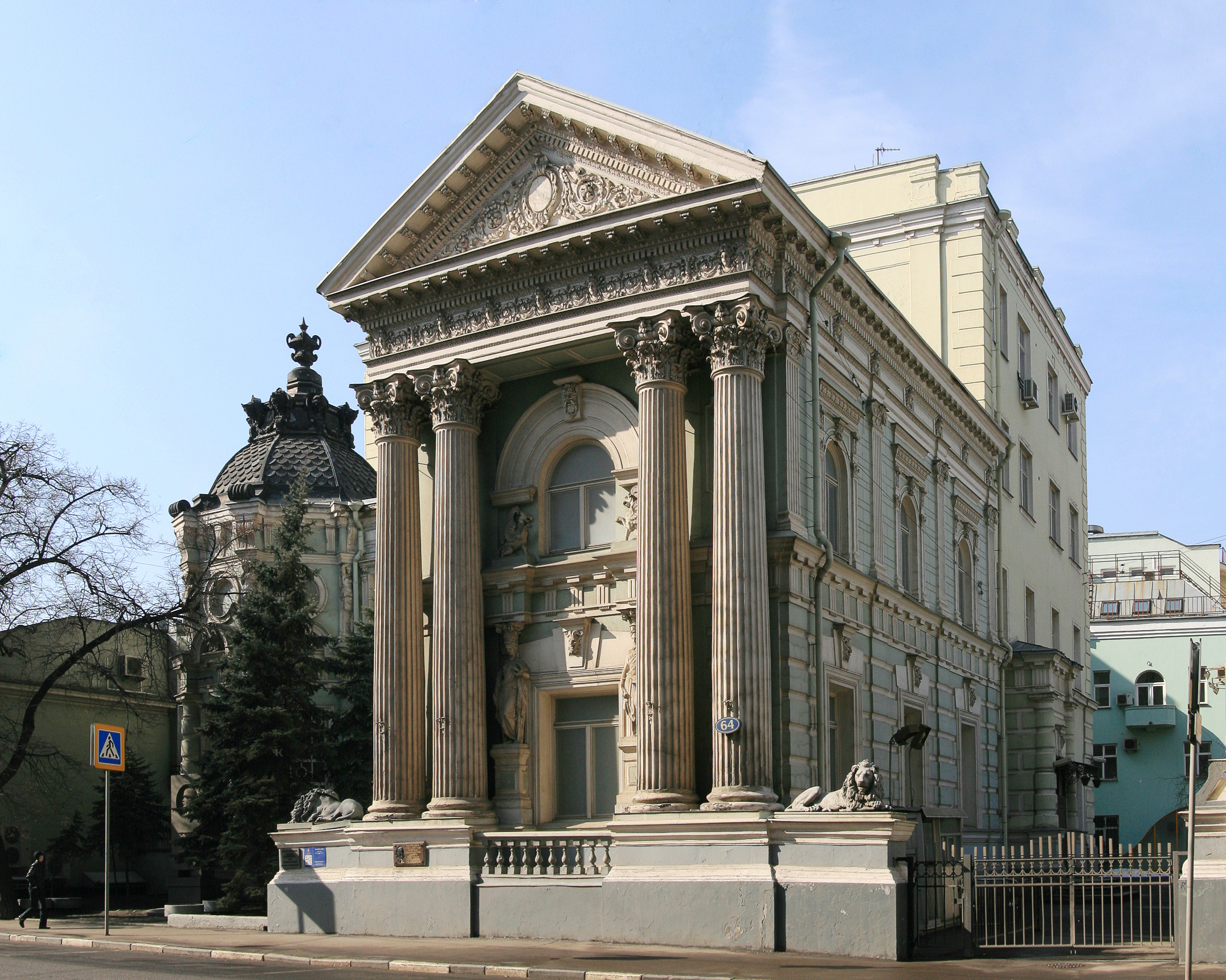
La maison aux Lions, ancien hôtel particulier Reck.

Sergueï Vladimirovitch Sherwood (Сергей Влади́мирович Ше́рвуд), né le 1er mai 1858 à 
Moscou et mort le 17 août 1899 à Moscou, est un architecte russe, auteur d'églises aux alentours de Moscou et d'hôtels particuliers au centre de Moscou. C'est un des membres de la dynastie artistique des Sherwood.

## Biographie
Sergueï Sherwood est le fils aîné du peintre, architecte et sculpteur, Vladimir Sherwood (en), thuriféraire majeur du style néorusse. Il termine l'École de peinture, de sculpture et d'architecture de Moscou en 1889 avec le titre d'artiste classé d'architecture et il assiste son père.

## Caractéristique

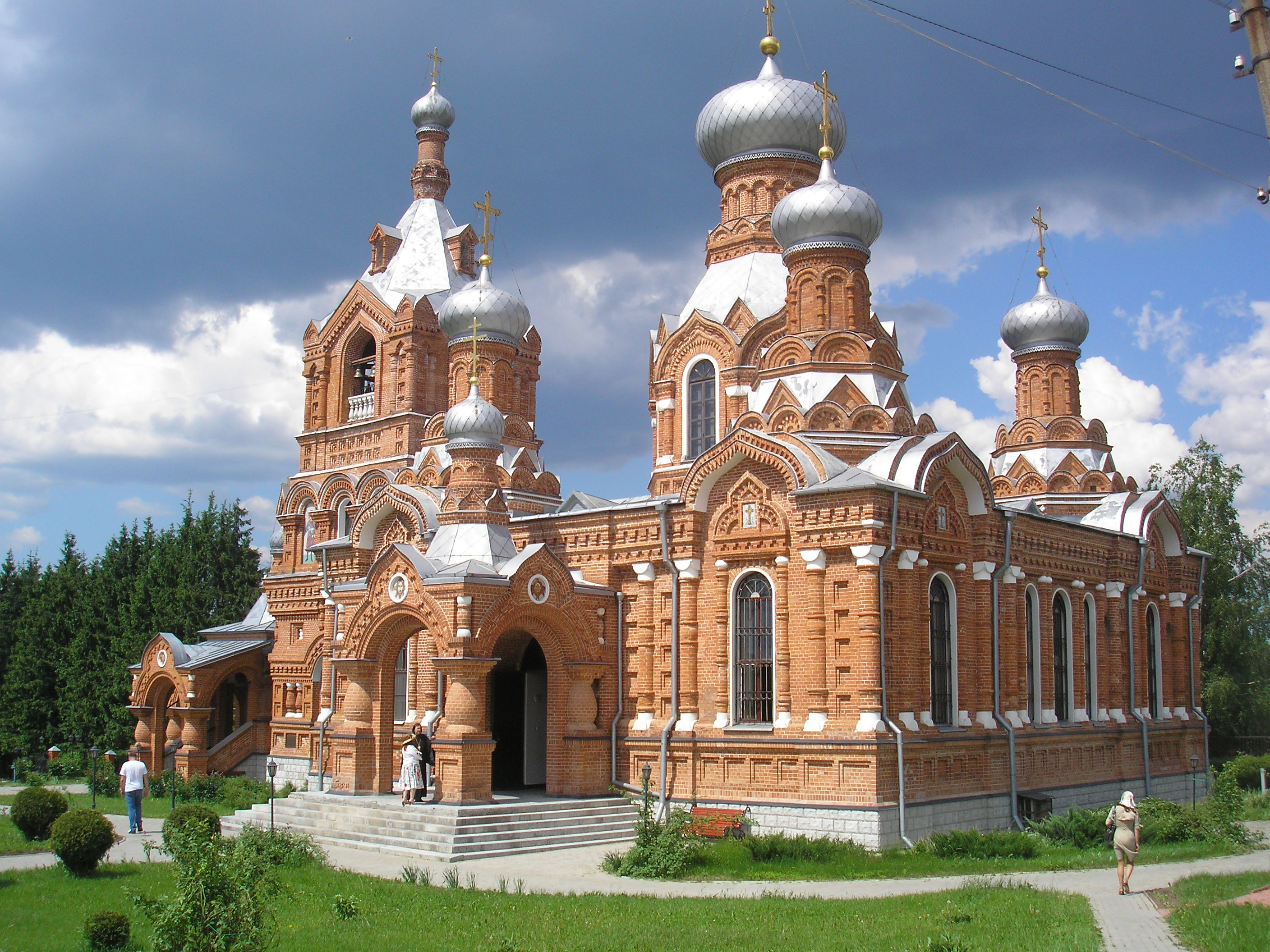
Église de l'Exaltation-de-la-Croix de Darna.

Il construit des églises dans le style néorusse, comme l'église ND-de-Kazan du monastère Saint-Ambroise de Chamordino, dans le gouvernement de Kalouga (1895-1901), et s'exprime librement dans les hôtels particuliers qu'il conçoit en variant différentes formules décoratives et architectoniques, comme la maison néobaroque de la rue Piatnitskaïa à Moscou, connue comme la « la maison aux Lions de Piatnitskaïa ».

## Constructions
- Annexe de l'église Saint-Nicolas (1894, Moscou, rue Miasnitskaïa) détruite ;
- Hôtel particulier de Margarita Reck (1897, Moscou, rue Piatnitskaïa, 64);
- Hôtel particulier (1897, Moscou, rue Novokouznetskaïa, 44), réaménagé en 1910;
- Église de l'Exaltation-de-la-Croix de Darna (1895, Darna (oblast de Moscou)[2];
- Église catholicon de l'Icône-de-la-Mère-de-Dieu-de-Kazan du monastère de Chamordino (1895, Chamordino, oblast de Kalouga)[3];
- Immeuble de rapport de la Société moscovite par actions de commerce et de construction (1899-1900, ruelle de Milioutine, 13)[4];
- Église Saint-Tikhon-de-Zadonsk (1907-1909, Kline), construite selon les plans de Sergueï Sherwood après sa mort. L'église est fermée par les communistes en 1924 et reconsacrée en 1990 sous le patronage de Tikhon de Moscou.